# Castle Williams
A Castle Williams 1807 és 1809 között megépített köralaprajzú erőd a New York-i Governors Island területén. A vörös homokkőből megépített erőd a 19. század elején létrehozott erődrendszer része volt, mely eredeti szerepe szerint egy esetleges tengeri támadás során védte volna New York kikötőjét. A New York-i öböl felső részében elterülő sziget - Governors Island – másik erődítménye, a Fort Jay pár évvel korábban, a 18. század végén épült. Jelenleg mindkettőt az USA nemzeti parkokat felügyelő hivatalához tartozó intézmény működteti. Nevét tervezőjéről, Jonathan Williams mérnökről, későbbi tábornokról kapta. 1966-ban a parti őrség kapta meg az építményt, majd 2003-ban a National Park Service.

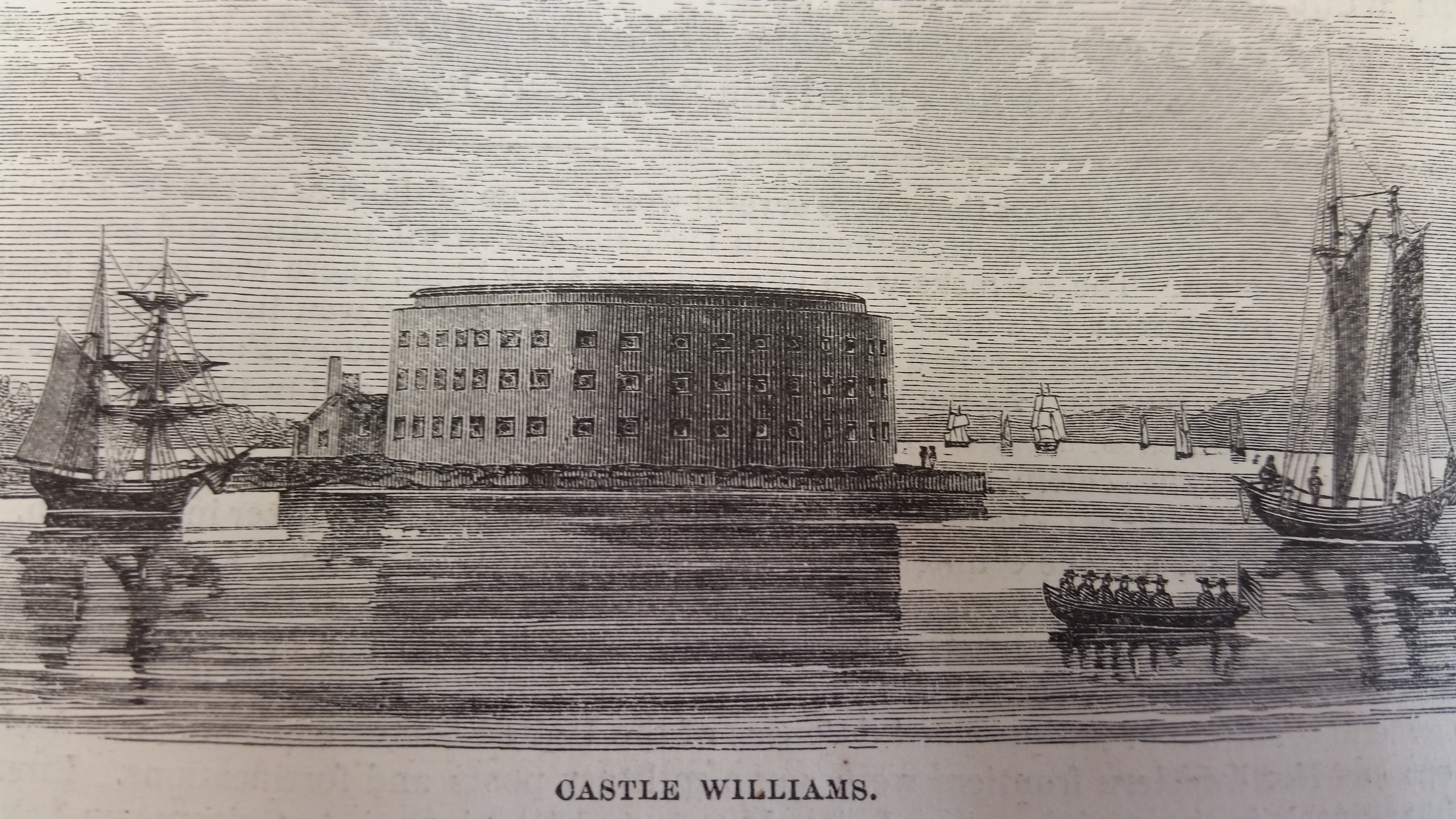
A Castle Williamsről 1812-ben készült rajz
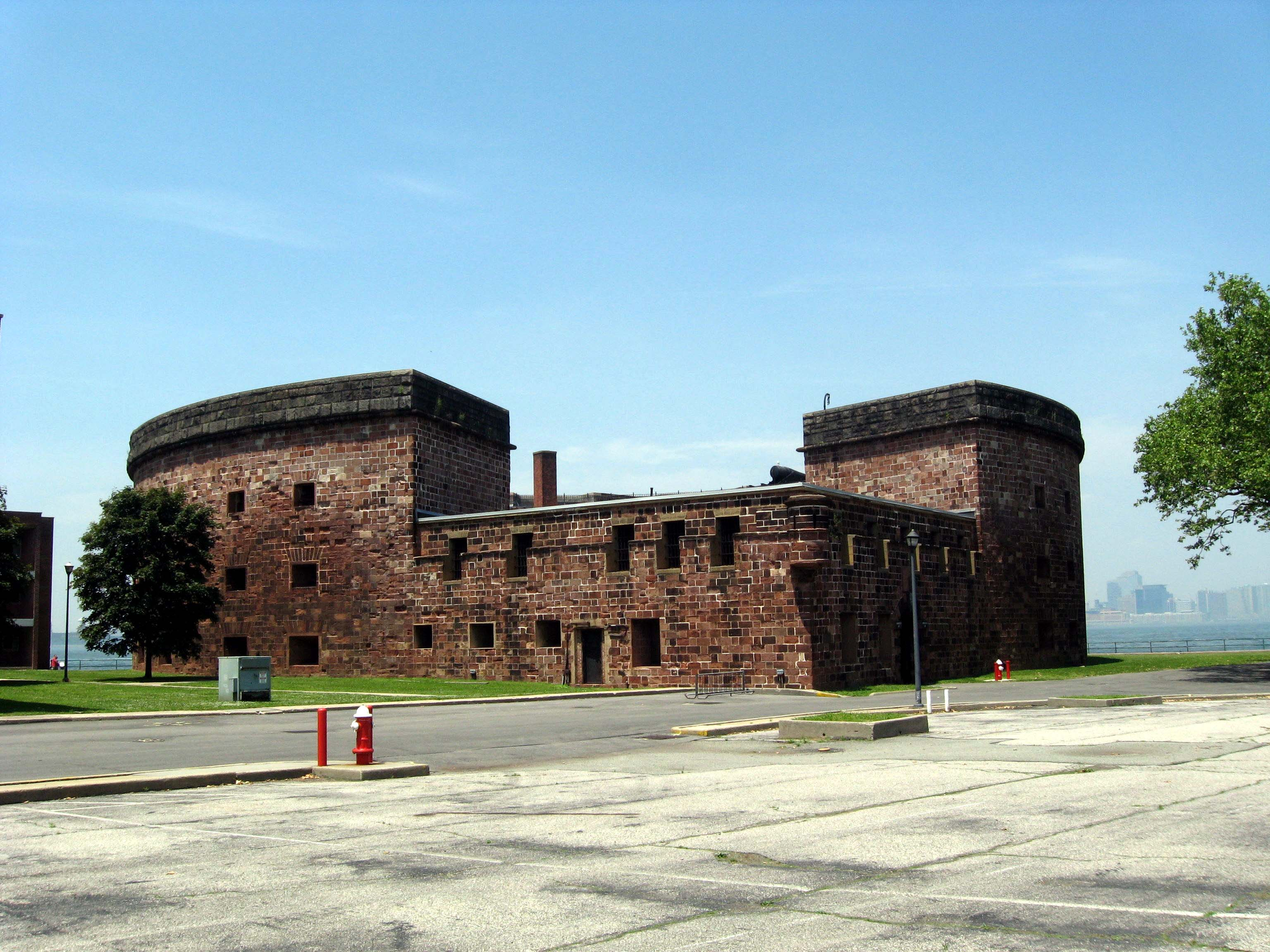
Az erőd a szigetről nézve 2008-ban

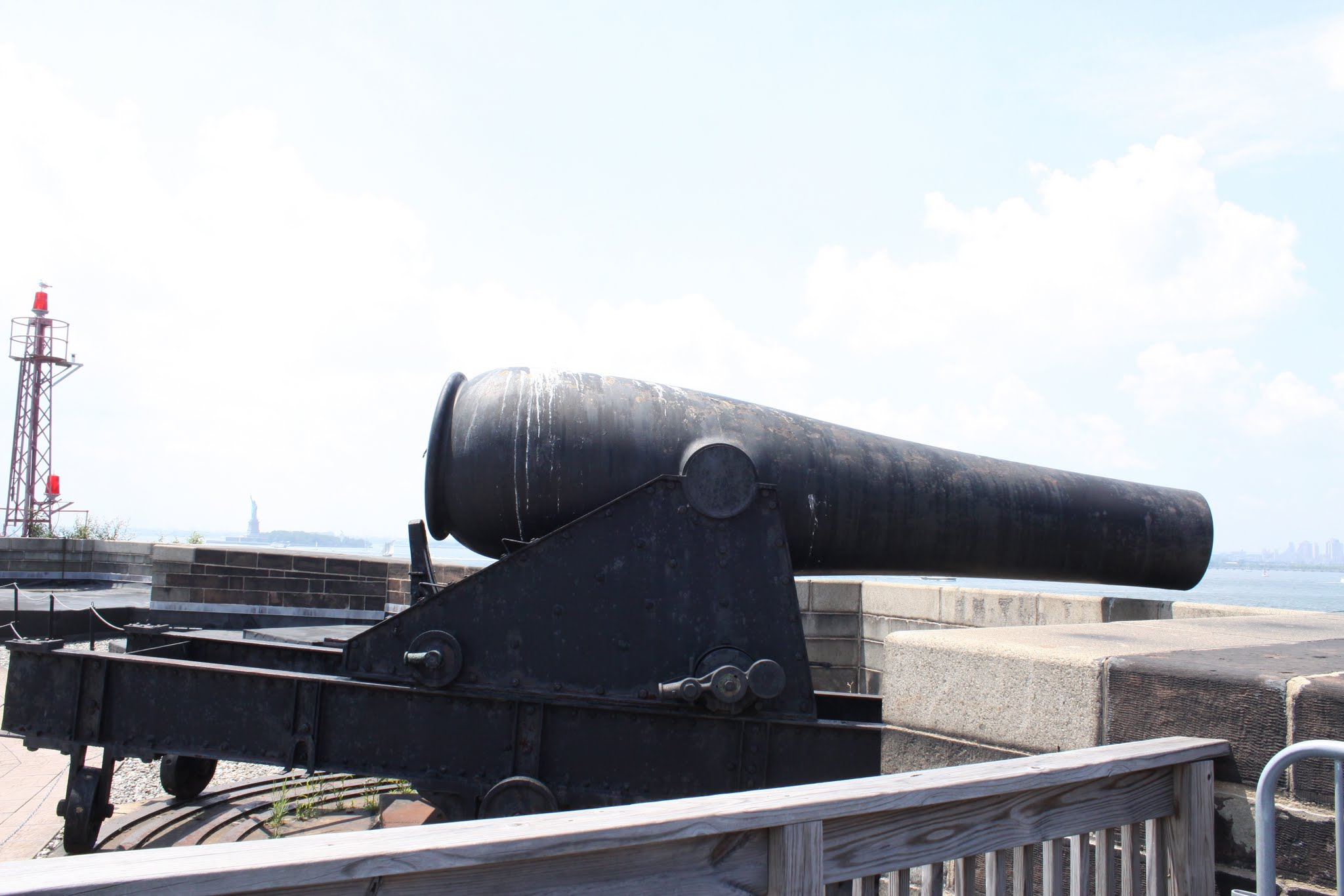
Ágyú az erőd felső szintjén
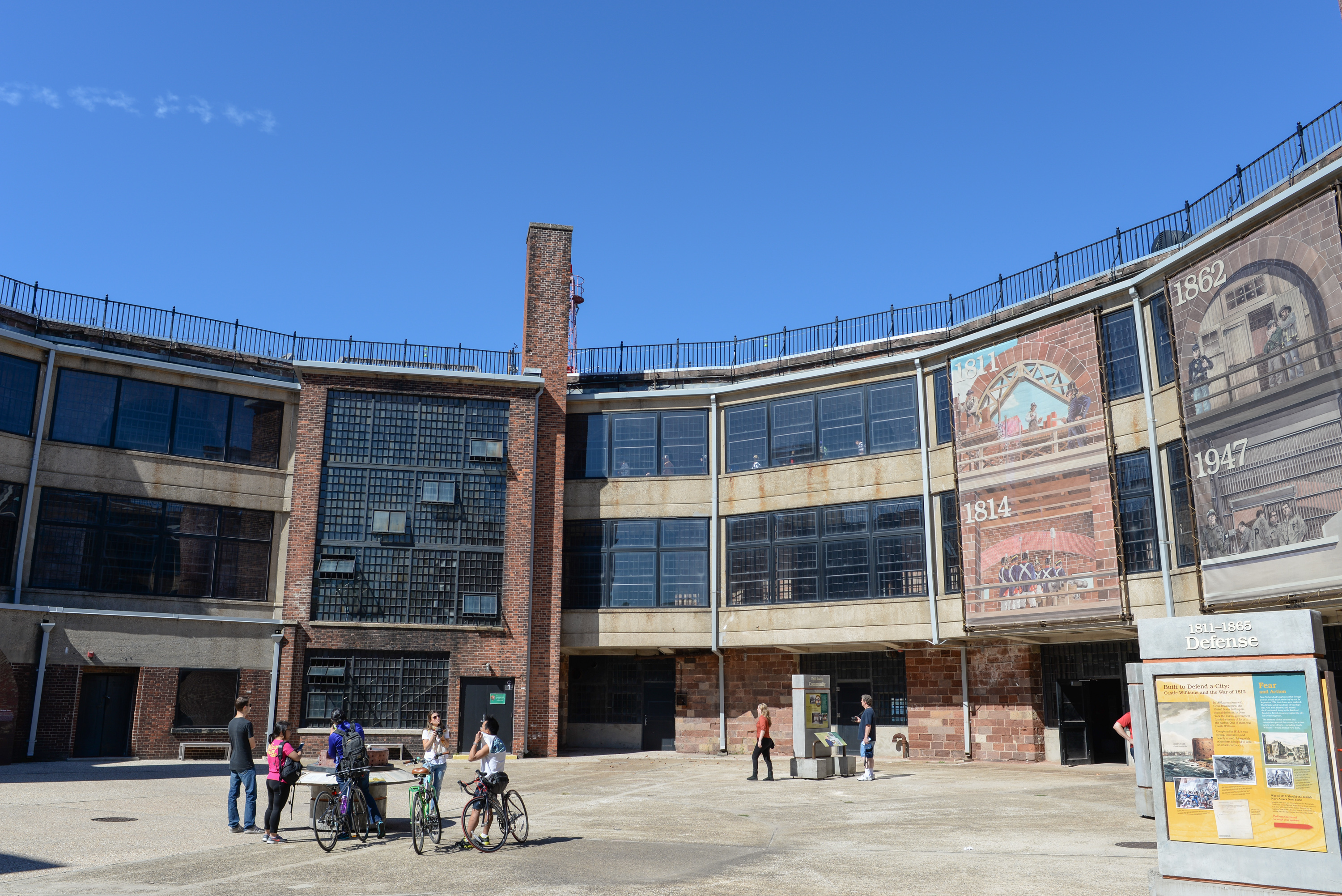
Az erőd belső udvara 2014-ben

## További információ
- Hightower, Barbara & Higgins, Blanche (1983), Governors Island: National Register of Historic Places Inventory-Nomination, Washington, D.C.: National Park Service, U.S. Department of the Interior, pp. 47
- "Castle Williams"[halott link] on Historic American Buildings Survey (HABS)
- Kerr, Philip (2011), Field Grey, USA: G.P. Putnam's Sons, pp. 30–37, ISBN 978-0-399-15741-7, <https://archive.org/details/fieldgraybernieg00kerr/page/30>
- Stillwell, Paul (2004), Oral History Interview: Admiral James S. Gracey, USCG retired., Annapolis, Maryland: United States Naval Institute, pp. 741, <http://www.uscg.mil/history/people/JSGraceyBio.asp>
- Yocum, Barbara, Castle Williams: Historic Structure Report : Governors Island National Monument, National Parks of New York Harbor, New York City, National Park Service, United States Department of the Interior, Historic Architecture Program, Northeast Region, pp. 193